# Домбрувка (Білобжезький повіт)
Домбрувка (пол. Dąbrówka) — село в Польщі, у гміні Білобжеґі Білобжезького повіту Мазовецького воєводства.
Населення — 67 осіб (2011).
У 1975-1998 роках село належало до Радомського воєводства.

## Демографія
Демографічна структура станом на 31 березня 2011 року:
|          | Загалом | Допрацездатний вік | Працездатний вік | Постпрацездатний вік |
| -------- | ------- | ------------------ | ---------------- | -------------------- |
| Чоловіки | 38      | 12                 | 26               | 0                    |
| Жінки    | 29      | 5                  | 19               | 5                    |
| Разом    | 67      | 17                 | 45               | 5                    |